# You Got It (The Right Stuff)
You Got It (The Right Stuff) ist ein Lied von den New Kids on the Block aus dem Jahr 1988, das von Maurice Starr geschrieben und produziert wurde. Es erschien auf dem Album Hangin’ Tough.

## Geschichte
Die Musikrichtungen des Liedes sind R&B, Synthie-Pop und Dance-Pop. Die Originallänge beträgt 4:13 Minuten und auf der B-Seite der Single ist ein Remix des Songs enthalten.
Die Veröffentlichung war am 7. November 1988, in Großbritannien, Australien und Spanien wurde es ein Nummer-eins-Hit. Das Lied erreichte in VH1s Liste 100 greatest songs of the 80's Platz 92.
In der Episode Daddy flippt aus von It’s Always Sunny in Philadelphia sowie in der Episode Wie in alten Zeiten, fast von Fuller House und in der Episode Da möchte man in Frieden Bürgerkrieg spielen... von Psych, ebenfalls auch in den Filmen Joy Stick Heroes und Es konnte man den Song hören. Im Film Der Chaos-Dad singt Donny Berger (gespielt von Adam Sandler) ihn selbst und in der Episode Nicht alle Hunde kommen in den Himmel von Family Guy wird der Song in einer Anspielung erwähnt.

## Musikvideo
Das Musikvideo wurde in Schwarzweiß gedreht. Im Video tragen die Musiker den Song vor und tanzen dazu, dabei fahren sie in Zwischenszenen durch eine Stadt und flirten dabei mit Frauen. Im Clip trägt Jordan Knight ein Bauhaus-T-Shirt.

## Kommerzieller Erfolg

### Chartplatzierungen
| ChartsChartplatzierungen       | Höchstplatzierung | Wochen |
| ------------------------------ | ----------------- | ------ |
| Deutschland (GfK)              | 12 (16 Wo.)       | 16     |
| Österreich (Ö3)                | 12 (9 Wo.)        | 9      |
| Vereinigte Staaten (Billboard) | 3 (26 Wo.)        | 26     |
| Vereinigtes Königreich (OCC)   | 1 (14 Wo.)        | 14     |

| ChartsJahrescharts (1989)      | Platzierung |
| ------------------------------ | ----------- |
| Vereinigte Staaten (Billboard) | 52          |
| Vereinigtes Königreich (OCC)   | 17          |

### Auszeichnungen für Musikverkäufe
Am 29. März 1989 wurde der Song mit der Goldenen Schallplatte ausgezeichnet
| Land/Region                  | Auszeichnungen für Musikverkäufe (Land/Region, Auszeichnung, Verkäufe) | Verkäufe |
| ---------------------------- | ---------------------------------------------------------------------- | -------- |
| Australien (ARIA)            | Platin                                                                 | 70.000   |
| Vereinigte Staaten (RIAA)    | Gold                                                                   | 500.000  |
| Vereinigtes Königreich (BPI) | Gold                                                                   | 400.000  |
| Insgesamt                    | 2× Gold · 1× Platin ·                                                  | 970.000  |

## Coverversionen
- 1990: Faith No More (We Care a Lot)
- 1992: Weird Al Yankovic (The White Stuff)
- 1993: Kid Rock (Killin’ Brain Cells)
- 2007: Westlife
- 2014: Fifth Harmony